# جب تينة
جب تينة قرية سوريّة تتبع إداريّاً لمحافظة حلب منطقة السفيرة ناحية الحاجب، بلغ تعداد سكانها (245) نسمة حسب التعداد السكاني لعام 2004.